# غانيش شاه
غانيش شاه (مواليد 12 سبتمبر 1949) (بالنيبالية: गणेश शाह)‏ هو سياسي نيبالي ووزير سابق للبيئة والعلوم والتكنولوجيا. وهو أيضا أحد كبار قادة الحزب الشيوعي النيبالي، حيث كان الأمين العام للحزب.
شاه هو مهندس ميكانيكي حاصل على M-Tech (الهندسة التقنية) من الجامعة الروسية لصداقة الشعوب في عام 1973.
متزوج من كالياني سابكوتا (Kalyanee Sapkota)، ولديه ابنان.